# Prameny
Prameny – wieś i gmina w Czechach, w powiecie Cheb, w kraju karlowarski. Według danych z dnia 1 stycznia 2012 liczyła 118 mieszkańców.